# 陈祖康
陈祖康（1904年—1979年2月25日），字绍文，号宜安，福建省漳平县菁城人，中国共产党早期党员、黄埔军校政治教官，第三党党员、闽变参与者，中国国民党党员、军统特务。

## 生平

### 留学法国
陈祖康的父亲陈寿山是菁城西门的富户，清朝秀才。1911年陈寿山出面将已停办闲置的菁城书院（即友仁书院）辟为私塾，聘廪生陈步韩为塾师，专教陈寿山家的孩子陈螽诜、陈祖诒、陈祖康等。陈祖康8岁入漳平县立菁城高等小学中年段学习。郑超麟是他的老同学。1916年秋，陈祖康入龙岩九中读初中。1919年五四运动爆发后，龙岩九中学生发起抵制日货运动，并组织了一支检查日货学生督察队，陈祖康是其成员。同年，在漳州的粤军总司令陈炯明决定在其防区内每县选派两名学生赴法国勤工俭学，每年学费600银元由当地政府出一半，学生家庭自负一半。漳平县选派的学生是陈祖康、郑超麟。自漳平启程前一天，漳平县知事熊子勋为二人举行欢送大会。1919年9月11日，陈祖康、郑超麟离开漳平。
1919年秋，陈祖康等福建省学生离开中国赴法国勤工俭学，1919年12月7日抵达法国马赛港。在巴黎居住一周后，12月15日华法教育会派人将30多名福建学生送至圣日曼中学补习法语。不久，陈祖康转至圣梅桑中学补习法文两年多，期间还学习了中学理化课程。1922年暑假，陈祖康考取了法国南特的西方综合理工学院（Institut polytechnique de l'Ouest，今为南特中央理工学校）。在校期间，西方综合理工学院院长普瓦尔松（Aymé Poirson）鼓励陈祖康到乌灵大学参加硕士考试。1924年7月，陈祖康获法国乌灵大学理科硕士学位。在巴黎圣日曼中学补习法语时，陈祖康结识了熊雄。1923年经熊雄介绍，陈祖康加入中国少年共产党。1924年6月转为中国共产党党员。1925年夏，自西方综合理工学院毕业，获土木工程师职称，并获聘为该院力学通论助教（任教一个学期）。

### 黄埔军校
1924年春，孙中山在黄埔创办陆军军官学校，俗称黄埔军校，蒋介石任校长。1924年6月16日举办首期开学典礼，孙中山定校训为“亲爱精诚”，并发表以“革命军的基础在高深的学问”为题的训词。熊雄先陈祖康回国，经周恩来推荐任黄埔军校政治部主任。熊雄多次来函电请陈祖康回国参加革命，陈祖康乃辞去西方工学院的教职，在1926年春离开法国回中国，到黄埔军校任少校政治教官。
1926年秋，黄埔军校第五期开学。1926年12月，经熊雄委托，陈祖康写出《陆军军官学校校歌》（即《黄埔军校校歌》）歌词，写好后交音乐教官林庆培谱曲。不久，陈祖康跟随何应钦的国民革命军东路军离开广东赴福建，他也不知道歌词是否被采用。1927年春，有黄埔军校学生从黄埔来见陈祖康，告之黄埔学校已有校歌，并给陈祖康演唱，陈祖康乃得知歌词已获采用。1927年6月16日，黄埔军校建校3周年纪念日，黄埔军校在校园内树起一块刻有《陆军军官学校校歌》词曲的石碑，并署名陈祖康作词、林庆梧作曲。1985年1月23日，全国政协委员文强来函证实，校歌歌词确为陈祖康所作。歌词如下：
怒潮澎湃，党旗飞舞，这是革命的黄埔；主义须贯彻，纪律莫放松；预备作奋斗的先锋。打条血路，引导被压迫民众！携着手，向前行，路不远，莫要惊！亲爱精诚，继续永守。发扬吾校精神！发扬吾校精神！

### 脱离中共
陈祖康随国民革命军东路军离开广东赴福建，任国民革命军东路军政治部宣传科长。国民革命军东路军攻占福州后，任福建陆军干部学校政治教官。1927年四一二事变时，蒋介石密令逮捕军校内的中共党员。陈祖康获悉后潜往漳州，住在龙溪县苏维埃政府主席王占春家。1927年夏，陈祖康到龙岩与罗明、陈庆隆等人商讨营救遭中国国民党当局逮捕的中共党员陈国华，陈祖康找龙岩县长杜连如谈判但未能使陈国华获释。1927年8月中旬，陈祖康当选为中共闽南特委宣传委员兼军事委员。9月，回闽西传达八七会议精神。10月，任中共闽西特派员。12月4日，当选中共福建临时省委执行委员。1928年初，陈祖康以教书为职业掩护，在龙溪程溪的南坑一带活动，组织农民进城请愿减交鸦片捐。1928年2月10日，当选为中共福建临时省委常委，分管组织和漳州党务工作。3月，驻漳州的国民革命军独立第四师师长张贞派黄澄渊、郑墨西劝说陈祖康与其合作。1928年4月，中共福建临时省委书记罗明因赴莫斯科参加中共六大，指定陈祖康代理中共福建临时省委书记。1928年6月中旬，陈祖康投靠中国国民党方面的国民革命军独立第四师师长张贞，任独立第四师上校参议。1928年6月16日，陈祖康署名“子侃”在《漳州日报》上发表《中国革命的前途》一文，公开声明脱离中国共产党。1928年6月24日，被中共福建临时省委开除中国共产党党籍。
1928年8月，中共中央派郑超麟为巡视员到福建整顿省委组织。陈祖康得知郑超麟抵达厦门，即派人跟踪，伺机逮捕但未遂。1928年冬，陈祖康和陈卓凡一起去上海找谭平山介绍加入中华革命党（即“第三党”），并被任命为闽南地区党务筹备员，在漳州、厦门发展“第三党”的组织。
1929年8月8日，朱德率红四军攻占漳平城。8月12日，红军组织群众到陈祖康家杀猪出谷，并烧毁其房屋。8月19日，红四军开往闽中，陈祖康即作为岩平宁剿抚特派员与张贞部（其所部有张汝劻、杨延年两个旅）的张汝劻旅进占漳平县城。陈祖康荐派心腹陈应标任漳平县县长，同年10月捕杀漳平的中共地下党员陈福庆、苏振源、苏金等人。

### 参加闽变
1930年，陈祖康到上海向“第三党”的领导人邓演达汇报工作后，1930年10月回到漳州创办《回风报》，到1932年6月该报因资金困难而停刊。随后，陈祖康又参与“第三党”在漳州筹办《漳州日报》，该报受十九路军影响，宣传反蒋抗日。1933年11月，十九路军发动福建事变（简称“闽变”)，在福州成立“中华共和国人民革命政府”。12月13日，人民革命政府指派陈祖康为漳浦县县长。《漳浦县志》记载，当时南京国民政府下令“讨逆”，由张贞的部下组成了“闽南讨逆军”，配合地方武装一、二千人，在1933年12月24日攻入漳浦县城，陈祖康以少量兵力据守漳浦县城西北的鸡笼山。当日下午，十九路军派一个营的兵力自漳州前来增援，击败“闽南讨逆军”。（《漳平县志》则记载1934年1月，闽南自治军司令胡捷进攻漳浦县时，陈祖康率部与之战斗，后来陈祖康获得十九路军驰援，反守为攻。最终陈祖康将胡捷枭首示众。《漳浦县志》中的“闽南讨逆军”是否就是胡捷的“闽南自治军”仍待考。）

### 加入军统
1934年1月21日“闽变”失败后，陈祖康逃到湖南长沙闲居。这时，正在长沙警备司令部工作的军统驻长沙成员范裕厚（黄埔军校五期生）找到陈祖康，请陈祖康加入军统。陈祖康随即与军统特务处湖南站站长吴赓恕见面，经吴赓恕介绍加入了军统特务处。1936年两广事变，陈祖康奉军统之命到湘桂边境的零陵工作，收集到广西方面的许多情报。其后，被军统领导人戴笠派回福建工作，公开身份为福建警官训练所教官兼政训部主任（这时抗日战争已经开始），随后又任驻闽绥靖公署情报处上校秘书兼一所所长、福建省保安处谍报股上校股长（接替张超）。1938年9月，陈祖康经中国国民党福建省党部主任委员陈肇英介绍，加入中国国民党。
当时福建发生了“张超事件”——军统戴笠派到福州工作的负责人张超，兼任福建省保安处谍报股股长，因与福建省政府主席陈仪有矛盾，遭陈仪借故杀害。此后军统福建工作分为闽北、闽南两站，陈祖康被戴笠任命为闽北站站长。1938年10月，陈祖康出任军统闽北站站长。此时，福州邮电检查所检到台湾军总司令牛岛满自香港寄给福建省政府主席陈仪的一封劝降信。陈祖康接报后，将此信拍照密呈中国国民党中央，随后将信交给陈仪。陈仪接信后并未报告中央。不久中央来电查问，陈仪接电后忙将日本籍夫人送往长沙以表示忠心。因为陈祖康将信密呈中央，所以陈祖康和陈仪的矛盾加深。
此前，陈仪由于在张超时期和军统积怨很深，乃指控陈祖康的下属庄骏烈（黄埔军校第五期学员，国民革命军第二十五集团军情报处主任，负责军统闽北站厦鼓组特务工作）贪污，陈仪以驻闽绥靖主任名义下令拘捕了庄骏烈，并将此案报告中央。中央令陈仪把庄骏烈押送中央，陈祖康也同时奉命离开福建。陈祖康到达长沙后即遭禁闭半年，这是军统为化解和陈仪的矛盾而采取的措施。其后经戴笠帮助，陈祖康调任成都行辕调查处第二股上校股长。

### 上海工作
1939年秋，戴笠将陈恭澍派往上海，同时戴笠决定在上海成立“沪二区”，由军统局本部直接指挥，以姜绍模为站长、陈祖康为副站长，负责搜集情报并开展策反工作，不承担行动任务，也不与原上海区发生横向联系。1939年冬，陈祖康经香港赴上海，会同姜绍谟一起建立“沪二区”。“沪二区”建立后，为免混淆，在军统内部将原上海区改称“沪一区”。1942年春，姜绍谟离任后，陈祖康接任“沪二区”站长。在站长任内，陈祖康通过担任日本特务机关嘱托的老同学王丙镛发展了秘密团体“浙东学会”，该学会表面为日军服务，实际是军统沪二区的秘密抗日组织，陈祖康从该组织获得了大批日军情报。此外，陈祖康还从汪精卫政权高官陈公博处获得了美国所需的日军剩余海军舰只位置情报，从而帮美军飞机摧毁了日本海军舰队。1940年至1944年连续五年，陈祖康领导的“沪二区”年终考绩列军统局公布的各情报单位之首。其间，陈祖康率部和冯公度、叶恭绰等人抢救了毛公鼎，确保其不被日军夺去。抗日战争胜利前夕，陈祖康暗通日本高级军官，破坏了中国共产党在上海日军下级官兵中的策反活动。1945年7月3日，军统“沪二区”电台被日本宪兵队破获，发报人员被逮捕，站长陈祖康脱逃。为避开日本宪兵队搜捕，陈祖康躲到陈公博家。抗日战争胜利后，陈祖康获忠勤勋章。
1945年7月上旬，戴笠、梅乐斯、杜月笙一行抵达军统局和中美合作所准备接收中国东南沿海地区的前线指挥部所在地浙江淳安，开始布置接收工作。戴笠沟通与南京的周佛海、程克祥、周镐，上海的唐生明、沪二区的陈祖康，苏州的任援道等军统潜伏人员及汪精卫政权高官的联系，掌握南京、上海的情况，并指示军统潜伏人员转告汉奸头目帮军统做好接收工作。1945年9月8日，戴笠抵达上海，借用杜美路70号杜月笙的房屋设立办事处。9月10日，在杜美路70号二楼会客室，戴笠召集军统在上海的全体负责人开碰头会，出席的负责人有京沪区的程克祥、沪二区的陈祖康、东南特别站的毛森、忠义救国军调查室的刘方雄、忠义救国军前线指挥阮清源，以及各个独立站的戴振、余祥琴、顾效吉、吴伯明等人，还有办事处成员王一心、邓葆光、王新衡、龚仙肪、李崇诗、何芝园、何龙庆等人共约40余人。戴笠提出办事处的名称为中美合作所上海办事处，任务是接收敌产、接收并改编伪军、整顿上海地下组织，成立新上海站，并定下了中美合作所上海办事处的组织系统。

### 国大代表
1947年，陈祖康任华安“中美合作所”（位于华安县草坂，1944年创办，是中美特种技术合作所（简称中美合作所或中美所）办的特务训练班之一）少将督察组长。1947年3月9日，漳平县竞选国民大会代表活动开始，中国国民党漳平县执行委员会提名军统的陈祖康为候选人，选民则联署提名老县长刘子明为候选人。1947年夏，陈祖康一家携岳父从漳州乘船回到漳平，受到漳平县政府的热烈欢迎，漳平县政府要求全漳平县城的商店都要在门前悬挂青天白日旗。陈祖康这次回乡参选国民大会代表，选举活动时间很长，各派斗争激烈。到1947年秋末投票时，漳平县党（中国国民党）、团（三青团）斗争已达到白热化。最终刘子明得18700票当选，陈祖康得9937票落败。后中央增加1名代表名额，使两人均成为国民大会代表。1947年11月，陈祖康与刘子明同时赴南京出席第一届国民大会第一次会议。

### 台湾活动
中华人民共和国成立前夕，陈祖康在厦门保护了一批旅厦的漳平同乡。当时在厦门侨民师范学习的多名漳平籍学生因在厦门参与中共领导的地下活动而被捕，国防部保密局（由军统局改称）局长毛人凤下令处决，陈祖康出面将这批人保释并转移至台湾定居。随后，陈祖康携妻子到台湾，此后获授中华民国少将。
1960年，陈祖康奉命到香港开展反共情报工作。1962年被港英政府逮捕。释放回台湾后，身体病弱，靠任国民大会代表的薪水及补贴维持生活。1978年，经漳平旅台同乡推选，陈祖康任台湾台北市漳平同乡会第一届理事长。
1979年2月25日，陈祖康在台湾病逝，享年76岁。

## 著作
- 《花落去斋集》[4]

## 後代
四分衛樂團主唱陳如山是陳祖康的孫子。